# Shangxi (köpinghuvudort i Kina, Zhejiang Sheng, lat 29,28, long 119,93)
Shangxi (kinesiska: 上溪镇) är en köpinghuvudort i Kina. Den ligger i provinsen Zhejiang, i den östra delen av landet, omkring 110 kilometer söder om provinshuvudstaden Hangzhou. Antalet invånare är 54 500. Befolkningen består av 26 306 kvinnor och 28 194 män. Barn under 15 år utgör 13,0 %, vuxna 15-64 år 75 %, och äldre över 65 år 10,0 %.
Runt Shangxi är det tätbefolkat, med 735 invånare per kvadratkilometer. Närmaste större samhälle är Puyang, 19,5 km norr om Shangxi. Trakten runt Shangxi består till största delen av jordbruksmark.
Genomsnittlig årsnederbörd är 2 196 millimeter. Den regnigaste månaden är juni, med i genomsnitt 436 mm nederbörd, och den torraste är januari, med 75 mm nederbörd.